# الكلب (ميم)

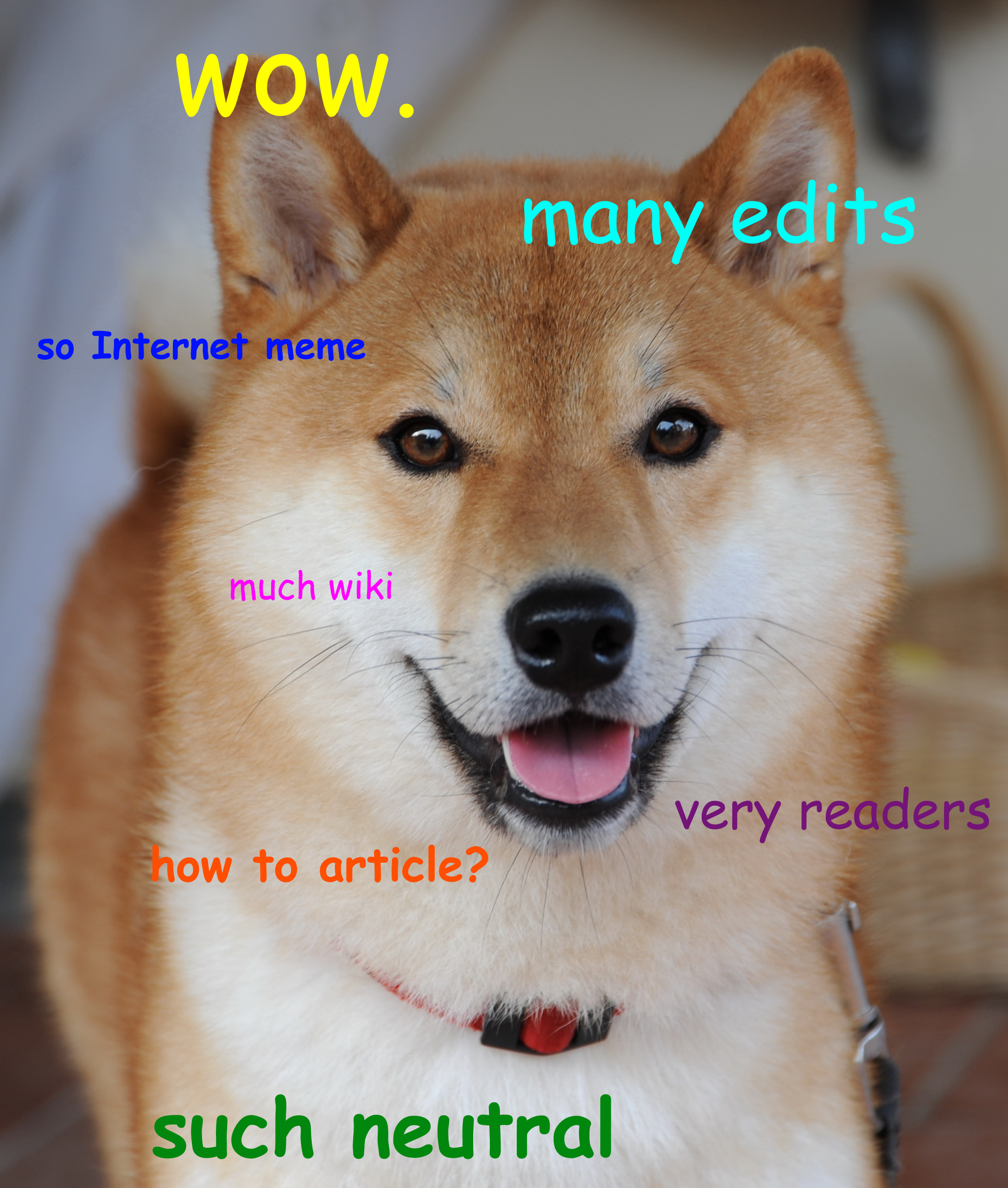
ميم الكلب

ميم الكلب أو ميم الدوغ هو ميم الإنترنت التي أصبحت شعبية في عام 2013. تتكون الميم عادةً من صورة لكلب من نوع شيبان إينو مصحوبة بنص متعدد الألوان.

## عند العرب
بدأت شهرت الميم عند العرب في 2020

## استقبال وإرث
كان «دوقي» أحد الإضافات العديدة إلى موقع Dictionary.com في نوفمبر 2015. يعرّفها موقع الويب على أنه ليس مجرد صورة ماكرو ومتغيراتها، ولكن أيضًا شكل «اللغة» التي يستخدمها.